# Leuterod
Leuterod ist eine Ortsgemeinde im Westerwaldkreis in Rheinland-Pfalz. Sie gehört der Verbandsgemeinde Wirges an.

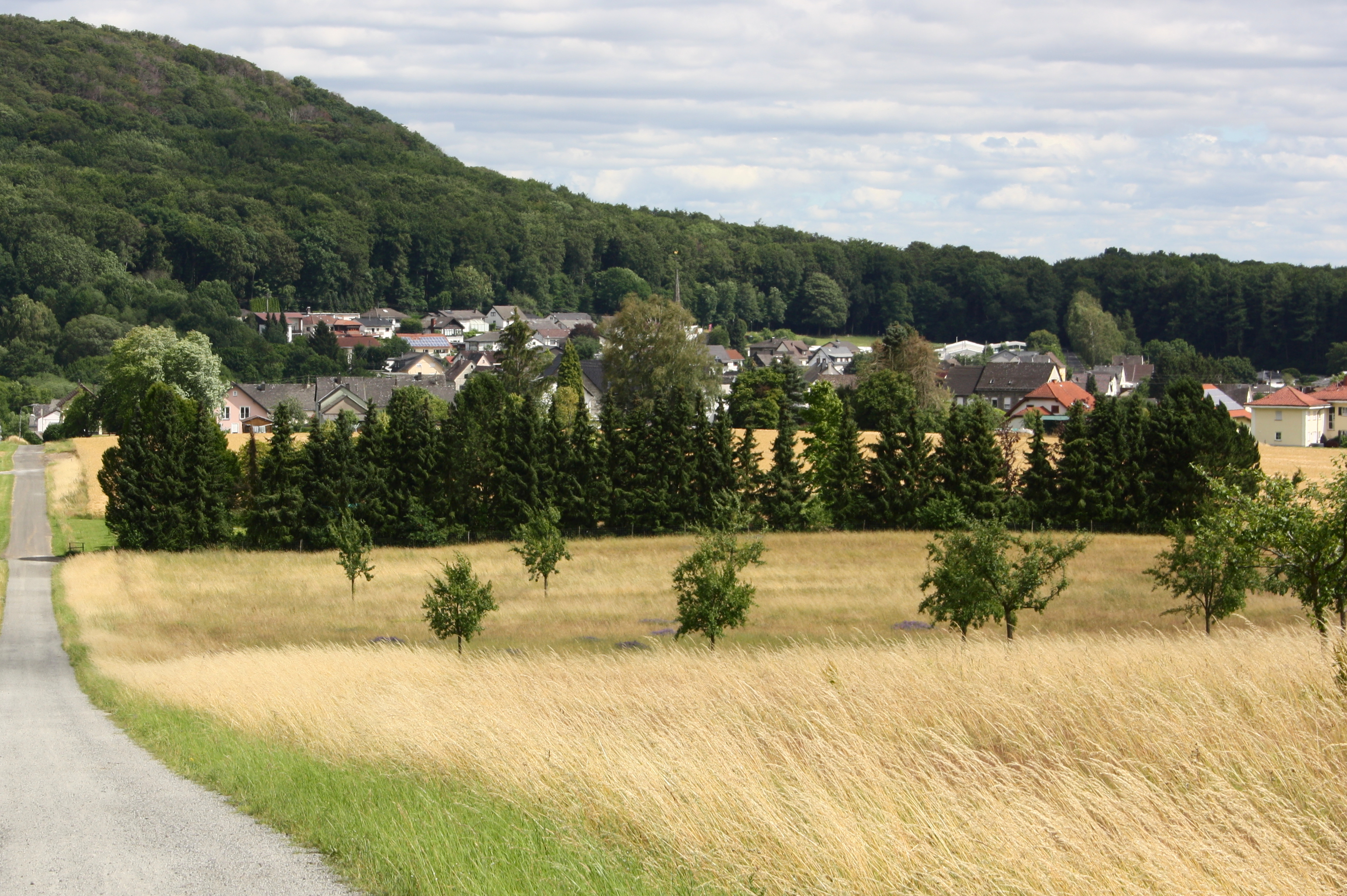
Ansicht von Leuterod

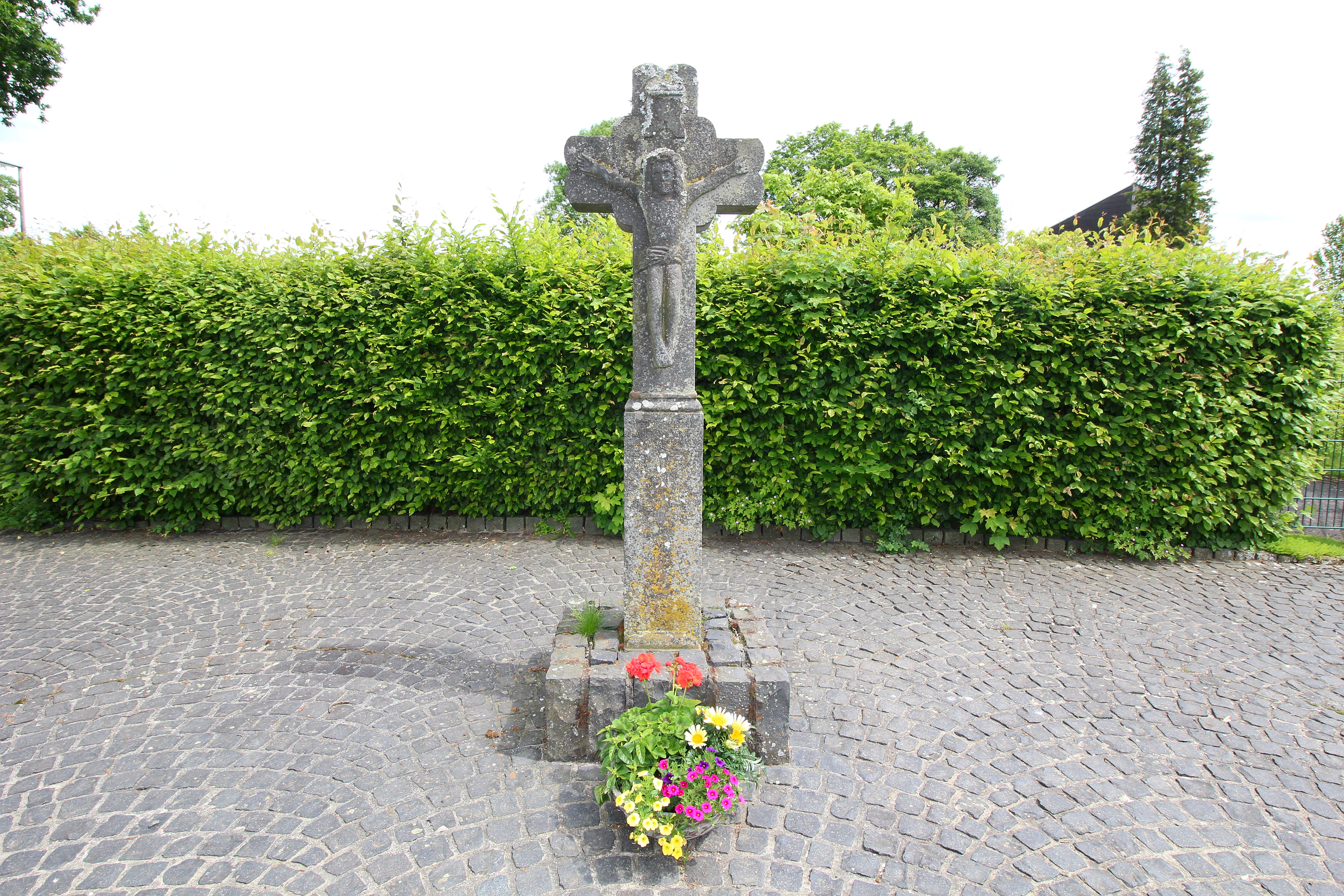
Wegekreuz am Friedhof

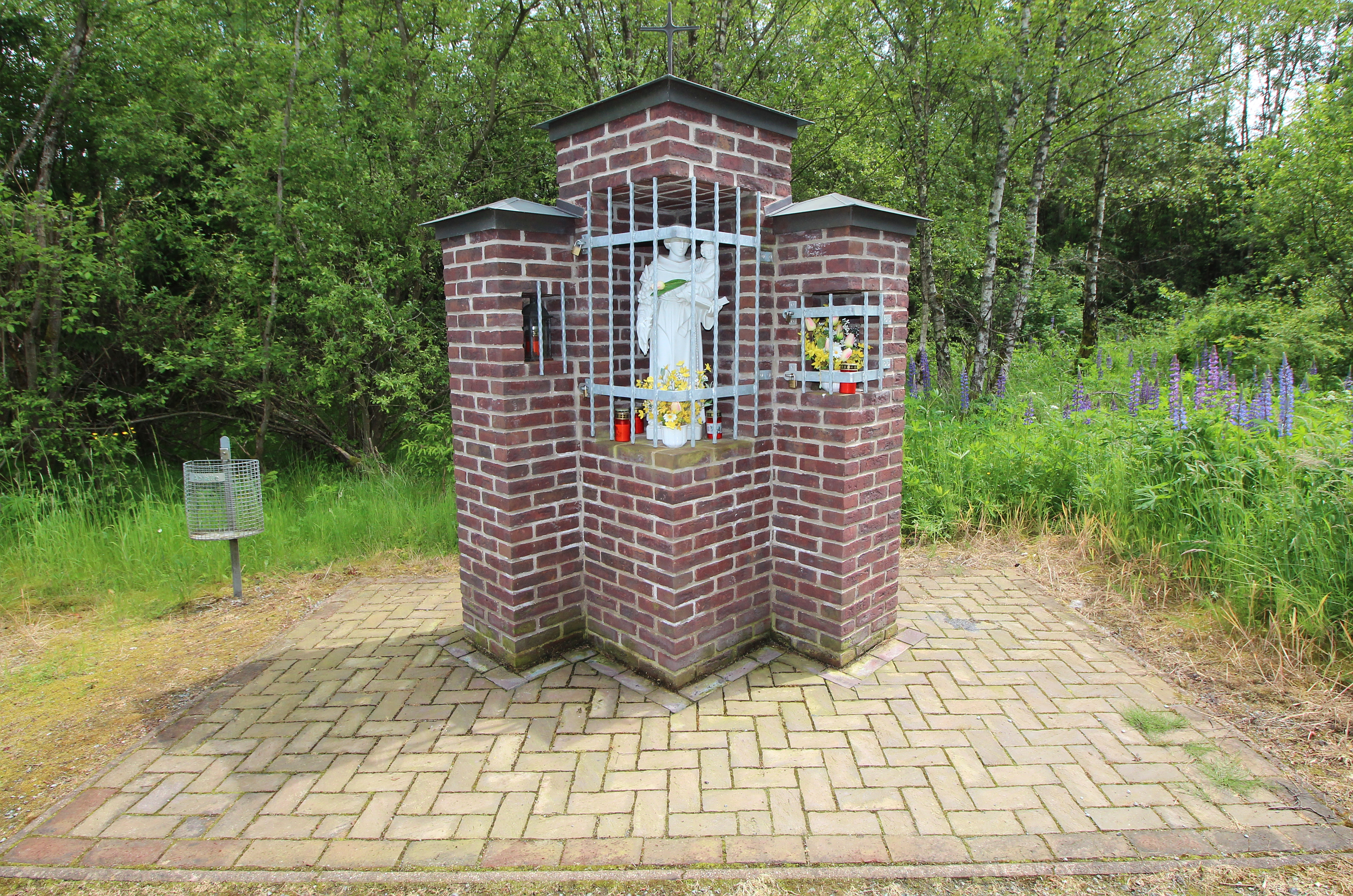
Antoniusgrotte nahe dem Ortsteil Hosten

## Geographie

### Geographische Lage
Unmittelbar benachbarte Orte sind Moschheim im Südosten, Ötzingen im Nordosten, Siershahn im Westen und Wirges im Südwesten. Zusammen mit den ersten beiden Gemeinden grenzt Leuterod im Osten an den Malberg, mit 422 m ü. NN die markanteste Erhebung der Landschaft nördlich von Montabaur. Durch den Ort fließt der Aubach, der die Gemeinde – nach Leuteroder Lesart – in zwei „Bereiche“ unterteilt: Das Unterdorf und die Insel.

### Gemeindegliederung
Die Gemeinde besteht aus den zwei Ortsteilen Leuterod und Hosten.

## Geschichte
Die Geschichte Leuterods reicht sehr weit zurück. Auf dem Malberg belegen Bodenfunde die Existenz einer keltischen Ringwallanlage (Kultstätte), die um 800 bis 600 v. Chr. auf dem Malberg errichtet wurde.
Urkundlich erwähnt wird Leuterod zum ersten Mal 1362 als Wendel de lutereide. Etwas früher, nämlich schon 1311, wird der Ortsteil Hosten, als Hovesteden, erwähnt. Leuterod und Hosten lagen in dieser Zeit im Montabaurer Pfarrsprengel (Pfarrbezirk), womit die Herren von St. Florin in Koblenz die Zehntrechte besaßen. 1563 wurden in Leuterod 12 „Feuerstätten“ (Familien) gezählt. 120 Jahre später, aufgrund der furchtbaren Auswirkungen des Dreißigjährigen Krieges, waren es gerade mal eine mehr. Sagen zufolge wurde der Ort in dieser Zeit ganz zerstört und an einer anderen Stelle wiederaufgebaut. Der Altendorfer Weg soll, dieser Sage nach, der Weg zu dem alten Standort des Ortes sein.
Bis 1803 war Leuterod kurtrierisch, kam dann zum Herzogtum Nassau und damit dann 1866 zu Preußen.
Hervorzuheben ist noch, dass bereits 1563 eine Erbenmühle (Mehlmühle) in der Gemeinde Leuterod erwähnt wird.
Kulturdenkmäler
→ siehe Liste der Kulturdenkmäler in Leuterod

## Religion
Der überwiegende Teil der Bevölkerung ist römisch-katholisch. Im Ort befindet sich die katholische Pfarrkirche St. Josef (Bistum Limburg). Die rund 120 evangelischen Christen werden von der Evangelischen Martin-Luther-Kirchengemeinde Wirges betreut, die zur Evangelischen Kirche in Hessen und Nassau gehört.

## Politik

### Gemeinderat
Der Gemeinderat in Leuterod besteht aus zwölf Ratsmitgliedern, die bei der Kommunalwahl am 9. Juni 2024 in einer Mehrheitswahl gewählt wurden, und dem ehrenamtlichen Ortsbürgermeister als Vorsitzendem.

### Bürgermeister
Ralf Quirmbach wurde am 28. August 2024 Ortsbürgermeister von Leuterod. Bei der Direktwahl am 9. Juni 2024 wurde er mit einem Stimmenanteil von 87,6 % für fünf Jahre gewählt.
Quirmbachs Vorgängerin war Heidi Perpeet von 22. August 2019 bis 28. August 2024.
Perpeets Vorgänger war Alfons Kollas.

### Wappen
| Wappen von Leuterod | Blasonierung: „Durch einen gestürzten Stufengiebel geteilt von Grün und Silber: Vom unteren Schildrand wachsend ein Lilienstab in verwechselten Farben; unten überdeckt von einer roten Wellenleiste; oben rechts und links begleitet von je einer silbernen Rose mit silbernen Kelchblättern und einem goldenen Butzen.“ |
| Wappen von Leuterod | |

## Wirtschaft und Infrastruktur

### Verkehr
- Östlich des Ortes verläuft die B 255 die Montabaur und Rennerod verbindet.
- Die nächsten Autobahnanschlussstellen sind Ransbach-Baumbach und Montabaur, beide an der A 3 Köln–Frankfurt am Main, jeweils etwa fünf Kilometer entfernt.
- Der nächstgelegene ICE-Halt ist der Bahnhof Montabaur an der Schnellfahrstrecke Köln–Rhein/Main.

### Vereine der Ortsgemeinde
- Förderverein der Freiwilligen Feuerwehr
- Männergesangverein Eintracht
- Sportverein
- Theaterverein
- Katholische Frauengemeinschaft
- Kirchenchor St. Leonhard
- Kirmesgesellschaft

## Ehrenbürger
- 2011: Reinhard Hölper (* 1933/34), Kommunalpolitiker, Ortsbürgermeister von 1969 bis 1989, verliehen in Anerkennung seiner Verdienste um die Ortsgemeinde.[6]